# ایویتسا میلیکوویچ
ایویتسا میلیکوویچ (کرواتی: Ivica Miljković؛ زادهٔ ۱ اوت ۱۹۴۷) بازیکن فوتبال اهل کرواسی بود.
از باشگاه‌هایی که در آن بازی کرده‌است می‌توان به باشگاه فوتبال اوسیک و باشگاه فوتبال دینامو زاگرب اشاره کرد.
وی همچنین در تیم ملی فوتبال یوگسلاوی بازی کرده‌است.